# 2N3055

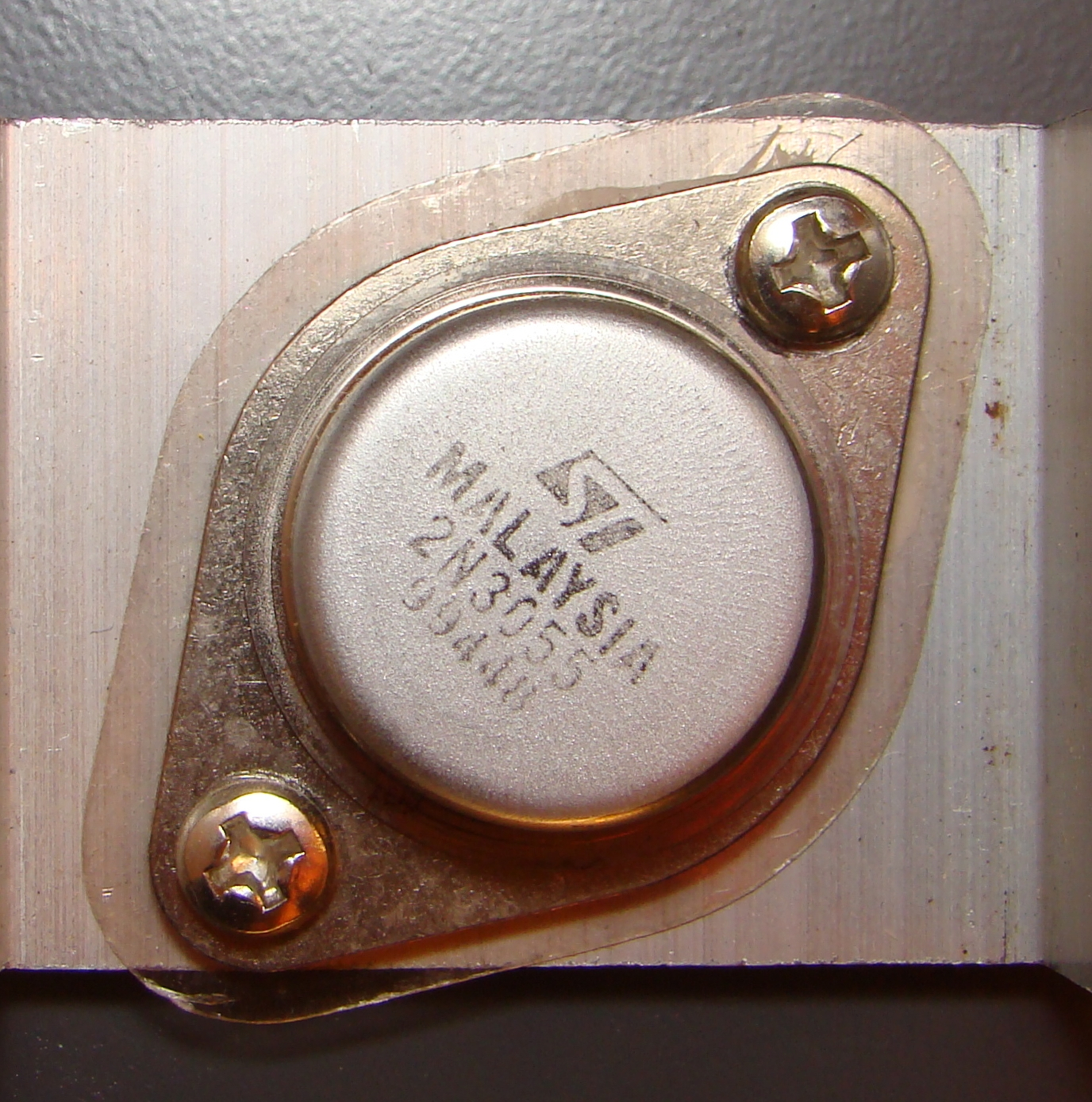
2N3055 auf Kühlkörper montiert

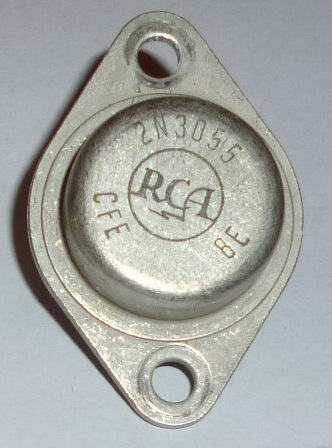
Ein früher 2N3055 von RCA

Der 2N3055 ist ein bipolarer Silicium-NPN-Leistungstransistor im TO3-Gehäuse und einer der meistproduzierten Leistungstransistoren.
Er wurde in den frühen 1960er Jahren von RCA auf den Markt gebracht und später von vielen amerikanischen, japanischen und europäischen Herstellern mit zum Teil nicht unerheblich abweichenden Daten produziert.
Durch die Entwicklung moderner Leistungstransistoren mit insgesamt besseren Eigenschaften – wie Typen mit auf Dünnschicht-Wafern gefertigten bipolaren Epitaxial- sowie bipolaren IGBT- und unipolaren VMOS-FET-Leistungstransistoren – hat der 2N3055 inzwischen an Bedeutung verloren; er wird aber nach wie vor produziert und v. a. als Ersatzteil, in frequenzunkritischen Anwendungen oder von Bastlern verwendet.

## Elektrische Kenndaten
Der 2N3055 kann in der Emitter-Kollektor-Strecke eine Spannung bis zu 60 V sperren, der maximale Strom durch den Kollektor beträgt 15 A und die zulässige Verlustleistung bei einer Gehäusetemperatur von TC = 25° C beträgt 115 W (Angaben lt. Datenblatt von ON Semiconductor). Ein Vorteil früherer Herstellungsverfahren des 2N3055 war der Bereich des Zweiten Durchbruchs (englisch secondary breakdown) mit typisch hohen Werten für Kollektorstrom und Kollektor-Emitter-Spannung.
Die mit moderner Epitaxialtechnologie einhergehenden Abweichungen gegenüber früheren Spezifikationen des 2N3055 betreffen v. a. die Erhöhung der Transitfrequenz von ursprünglich 800 kHz auf 2,5 MHz, eine verringerte Rückwirkungskapazität, höhere Werte für Groß- und Kleinsignalverstärkung sowie die Einengung des sicheren Arbeitsbereichs. Deren Ersatz für ältere Typen in bestehende Schaltungen ist daher nicht in jedem Fall problemlos möglich.

## Entwicklungsgeschichte
Anfang der 1960er Jahre brachte RCA als einer der ersten Hersteller den 2N3055 unter der 1958 eingeführten US-amerikanischen JEDEC-Normierung auf den Markt. Zu diesem Zeitpunkt hatte die Halbleiterindustrie noch wenig Erfahrung in der Siliciumtechnologie. So verwendete der damalige Herstellungsprozess einen p-dotierten Wafer für die Basis-Elektrode, auf dem beidseitig der Kollektor und der Emitter gefertigt wurde – RCA nannte diesen Aufbau „Hometaxial Base“. Der 2N3055 ersetzte schnell in vielen Geräten, wie z. B. in Verstärkern und geregelten Spannungsversorgungen, die damals verbreiteten Elektronenröhren und Germanium-Transistoren. Da der ursprüngliche Herstellungsprozess bereits in den 1970er Jahren unwirtschaftlich wurde, kam der fortschrittlichere Epitaxial-Prozess zum Einsatz, der darüber hinaus die Herstellung des komplementären (PNP) MJ2955 ermöglichte. Auf diesem Prozess basierende Transistoren ähnlich dem 2N3055 waren der in den 1970er Jahren hauptsächlich von Siemens unter der europäischen Pro-Electron-Bezeichnung hergestellte BD130 Y sowie der KD503 von Tesla, der in der ČSSR für den Bedarf im ehemaligen Ostblock produziert wurde.

## Aktuelle Verfügbarkeit

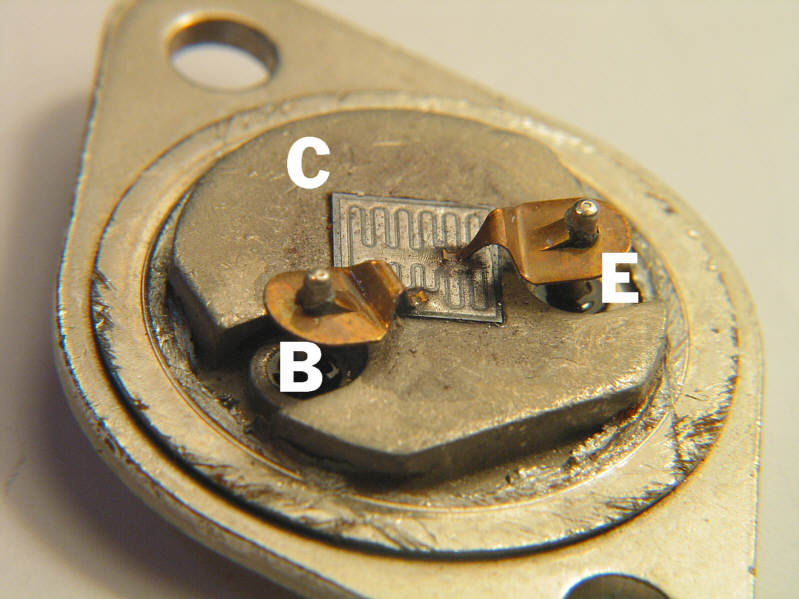
Das Innere eines älteren 2N3055

Mit der sinkenden Nachfrage wird der 2N3055 nur noch von wenigen Herstellern produziert, aufgrund der praktisch kaum kostendeckenden Produktion (Marktpreise um 1 $ und weniger) ausschließlich in hoch dotierten Varianten mit verkleinerten Chipflächen zur Einschränkung des Verbrauchs des teuren Reinst-Siliciums.

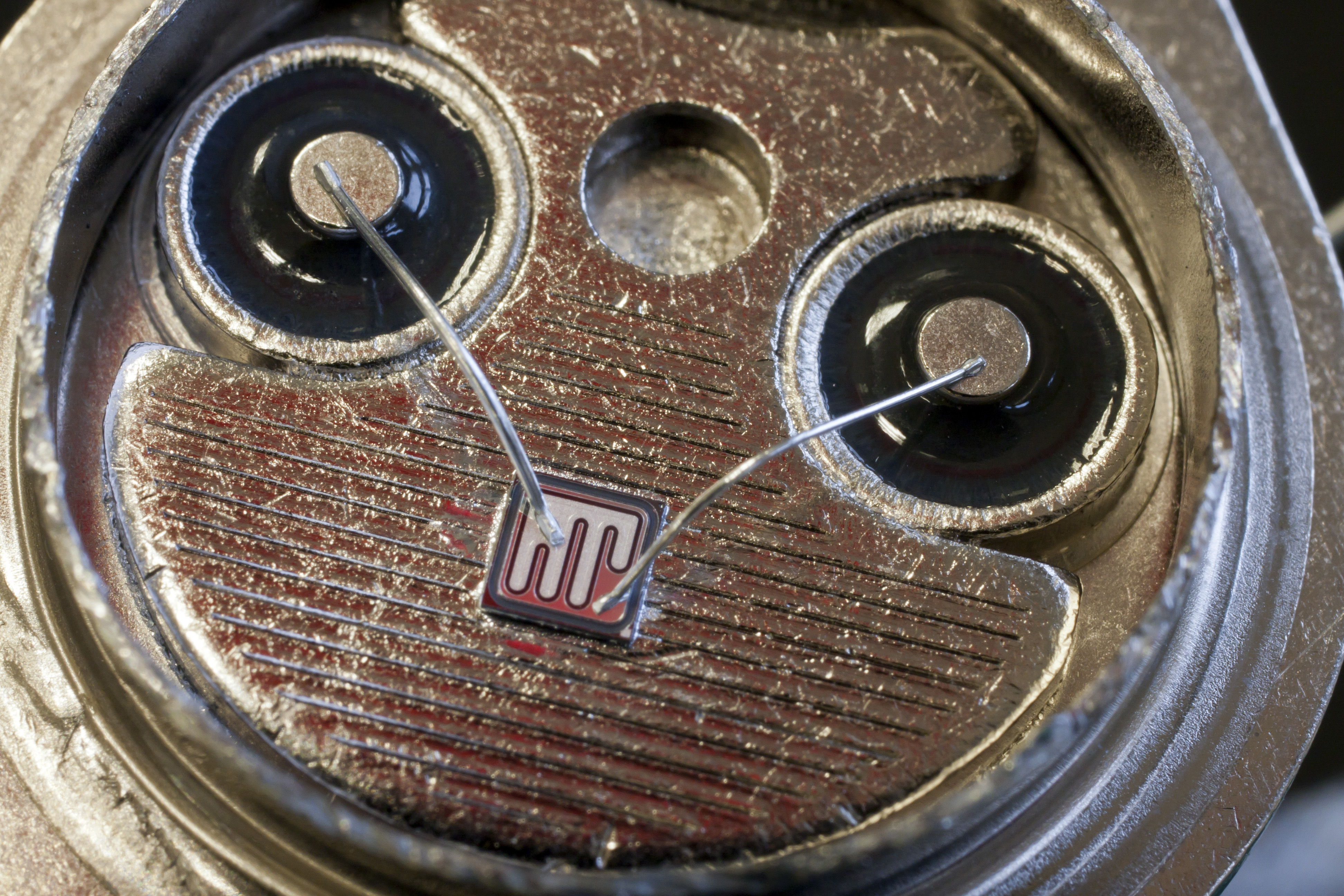
Das Innere eines gefälschten 2N3055

Der Preisverfall bringt es mit sich, dass im Handel immer wieder Chargen mit erheblich reduzierter maximaler Verlustleistung auftauchen, die mit reduziertem Einsatz von Silizium produziert werden und damit nicht den Spezifikationen entsprechen.